# Anmer Hall
Anmer Hall es una casa de la arquitectura georgiana en el pueblo de Anmer en Norfolk, Reino Unido.  Está aproximadamente a 12 millas (19 km) al nordeste de King's Lynn,  
aproximadamente a 2 millas (3,2 km) al este de la residencia real de Sandringham House y aproximadamente a 2 millas (3,2 km) al oeste de Houghton Hall. 
Anmer Hall fue un regalo de bodas al príncipe Guillermo y Catalina de Cambridge de la entonces Reina.
La casa actual fue construida en el siglo XVIII y ha formado parte de Sandringham House desde 1898.  La casa fue incluida en la lista de edificios catalogados como Grado II* en 1984, pero más tarde se excluyó de esa lista.

## Historia
El actual estilo georgiano tardío de la casa data del siglo XVIII, aunque el núcleo original de la casa podría ser anterior. Tiene dos plantas y ático con claraboyas.  La larga fachada sur consta de 13 vanos o huecos de ventanas y puertas, y fue rehecha con ladrillos rojos en 1815.  Tiene 13 ventanas en la planta baja con marcos blancos y un porche semicircular sobre dos columnas toscanas. Cuenta con 11 ventanas en el primer piso.  Los tres vanos centrales están coronados por un frontón. La fachada norte está hecha de guijarros de carstone e incluye cuatro arcos conopiales del siglo XVII en el primer piso.  En la renovación de 1900 se añadió una capa de ladrillos en la fachada norte, junto con un nuevo porche y una torre hacia el lado este, en la esquina formada con un ala de servicio hecha con guijarros de carstone también añadida en 1900.
La propiedad circundante se clasificó como monumento antiguo planificado en 2003, e incluye movimientos de tierra marcando los lugares de edificios del antiguo pueblo medieval de Anmer.  La iglesia de pueblo, St Mary, se encuentra cerca de la casa y a escasa distancia del pueblo actual.

## Ocupantes

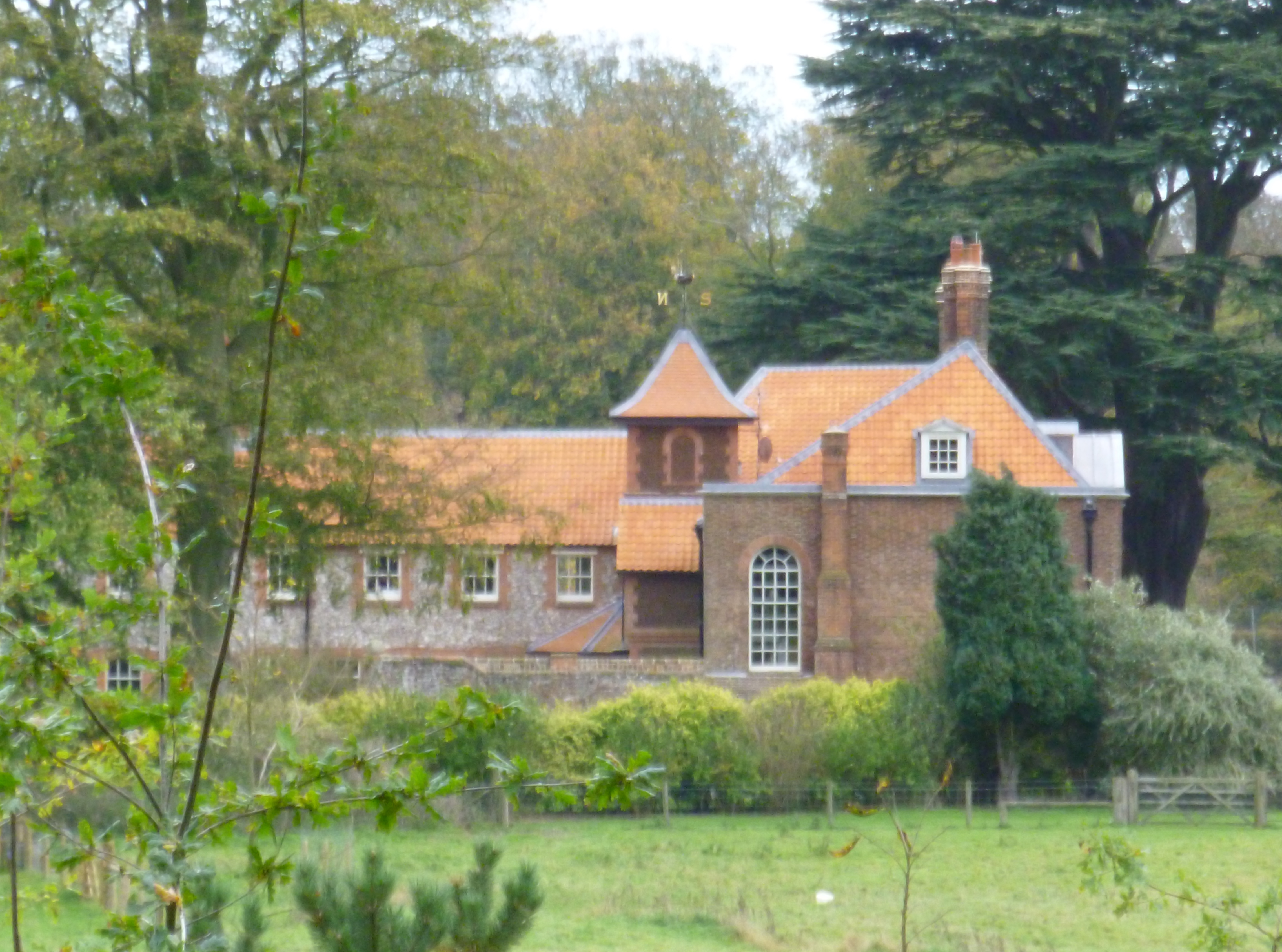
Ammer Hall

Anmer Hall fue la residencia de la familia Coldham desde al menos 1705.  Sandringham House fue comprada por la Reina Victoria en 1862 como regalo de bodas para el príncipe de Gales, luego Eduardo VII, y la finca vecina fue añadida a la propiedad en los años subsiguientes.  Anmer Hall fue comprada para la propiedad en 1898.
Anmer Hall había sido la residencia privada de John Loader Maffey, 1º barón Rugby (1877-1969), quién llegó a ser gobernador general de Sudán, secretario permanente de la Colonial Office y embajador en Dublín. Su hija Penelope (1910-2005) se relacionaba con la Familia Real, y se llegó a decir que era una favorita de Jorge V. 
De 1972 a 1990, la casa estuvo arrendada a Eduardo y Catalina de Kent. En febrero de 1990, el duque y la duquesa de Kent dejaron Anmer Hall, mudándose a Crocker House en Nettlebed en Oxfordshire. De 1990 a 2000, estuvo alquilada por Hugh van Cutsem (1941–2013). Después fue arrendada a la familia de James Everett, dueño de la fábrica de muebles de cocina Norfolk Roble.
En enero de 2013, se informó que la Reina había destinado Anmer Hall para uso del príncipe Guillermo, su mujer Catalina y su familia. El arrendamiento a la familia Everett terminó antes de su expiración en 2017 para permitir la remodelación. Para acomodar el duque y la duquesa la casa como residencia privada, se gastaron 1,5 millones de libras en la remodelación. Se pagó con fondos privados de la Familia Real, incluyendo la remodelación: un techo nuevo completo, una cocina nueva, un invernadero diseñado por el arquitecto Charles Morris (quién anteriormente diseñó ampliaciones en Highgrove House), redecoracion del interior y plantación de un arbolado extenso, programado para proporcionar intimidad a los duques.